# (59,29,14)-Blockplan
Der (59,29,14)-Blockplan ist ein spezieller symmetrischer Blockplan. Um ihn konstruieren zu können, musste dieses kombinatorische Problem gelöst werden: eine leere 59 × 59 - Matrix wurde so mit Einsen gefüllt, dass jede Zeile der Matrix genau 29 Einsen enthält und je zwei beliebige Zeilen genau 14 Einsen in der gleichen Spalte besitzen (nicht mehr und nicht weniger). Das klingt relativ einfach, ist aber nicht trivial zu lösen. Es gibt nur gewisse Kombinationen von Parametern (wie hier v = 59, k = 29, λ = 14), für die eine solche Konstruktion überhaupt machbar ist. In dieser Übersicht sind die kleinsten solcher (v,k,λ) aufgeführt.

## Bezeichnung
Dieser symmetrische 2-(59,29,14)-Blockplan wird Hadamard-Blockplan der Ordnung 15 genannt.

## Eigenschaften
Dieser symmetrische Blockplan hat die Parameter v = 59, k = 29, λ = 14 und damit folgende Eigenschaften:
- Er besteht aus 59 Blöcken und 59 Punkten.
- Jeder Block enthält genau 29 Punkte.
- Je 2 Blöcke schneiden sich in genau 14 Punkten.
- Jeder Punkt liegt auf genau 29 Blöcken.
- Je 2 Punkte sind durch genau 14 Blöcke verbunden.

## Existenz und Charakterisierung
Es existieren mindestens vier nichtisomorphe 2-(59,29,14) - Blockpläne. Diese Lösungen sind: 
- Lösung 1 mit der Signatur 59·580. Sie enthält 1711 Ovale der Ordnung 2.
- Lösung 2 mit der Signatur 58·70, 1·812. Sie enthält 29 Ovale der Ordnung 3.
- Lösung 3 (dual zur Lösung 4) mit der Signatur 10·1, 14·2, 16·3, 6·6, 4·10, 2·12, 2·13, 1·16, 1·20, 1·22, 2·30. Sie enthält 5 Ovale der Ordnung 3.
- Lösung 4 (dual zur Lösung 3) mit der Signatur 10·1, 10·2, 10·3, 4·4, 8·5, 2·6, 4·8, 2·10, 1·12, 2·15, 1·16, 2·18, 3·20. Sie enthält 5 Ovale der Ordnung 3.

## Liste der Blöcke
Hier sind alle Blöcke dieses Blockplans aufgelistet; zum Verständnis dieser Liste siehe diese Veranschaulichung
- Lösung 1

```
  2   4   5   6   8  10  13  16  17  18  20  21  22  23  26  27  28  29  30  36  37  42  46  47  49  50  52  54  58
  3   5   6   7   9  11  14  17  18  19  21  22  23  24  27  28  29  30  31  37  38  43  47  48  50  51  53  55  59
  1   4   6   7   8  10  12  15  18  19  20  22  23  24  25  28  29  30  31  32  38  39  44  48  49  51  52  54  56
  2   5   7   8   9  11  13  16  19  20  21  23  24  25  26  29  30  31  32  33  39  40  45  49  50  52  53  55  57
  3   6   8   9  10  12  14  17  20  21  22  24  25  26  27  30  31  32  33  34  40  41  46  50  51  53  54  56  58
  4   7   9  10  11  13  15  18  21  22  23  25  26  27  28  31  32  33  34  35  41  42  47  51  52  54  55  57  59
  1   5   8  10  11  12  14  16  19  22  23  24  26  27  28  29  32  33  34  35  36  42  43  48  52  53  55  56  58
  2   6   9  11  12  13  15  17  20  23  24  25  27  28  29  30  33  34  35  36  37  43  44  49  53  54  56  57  59
  1   3   7  10  12  13  14  16  18  21  24  25  26  28  29  30  31  34  35  36  37  38  44  45  50  54  55  57  58
  2   4   8  11  13  14  15  17  19  22  25  26  27  29  30  31  32  35  36  37  38  39  45  46  51  55  56  58  59
  1   3   5   9  12  14  15  16  18  20  23  26  27  28  30  31  32  33  36  37  38  39  40  46  47  52  56  57  59
  1   2   4   6  10  13  15  16  17  19  21  24  27  28  29  31  32  33  34  37  38  39  40  41  47  48  53  57  58
  2   3   5   7  11  14  16  17  18  20  22  25  28  29  30  32  33  34  35  38  39  40  41  42  48  49  54  58  59
  1   3   4   6   8  12  15  17  18  19  21  23  26  29  30  31  33  34  35  36  39  40  41  42  43  49  50  55  59
  1   2   4   5   7   9  13  16  18  19  20  22  24  27  30  31  32  34  35  36  37  40  41  42  43  44  50  51  56
  2   3   5   6   8  10  14  17  19  20  21  23  25  28  31  32  33  35  36  37  38  41  42  43  44  45  51  52  57
  3   4   6   7   9  11  15  18  20  21  22  24  26  29  32  33  34  36  37  38  39  42  43  44  45  46  52  53  58
  4   5   7   8  10  12  16  19  21  22  23  25  27  30  33  34  35  37  38  39  40  43  44  45  46  47  53  54  59
  1   5   6   8   9  11  13  17  20  22  23  24  26  28  31  34  35  36  38  39  40  41  44  45  46  47  48  54  55
  2   6   7   9  10  12  14  18  21  23  24  25  27  29  32  35  36  37  39  40  41  42  45  46  47  48  49  55  56
  3   7   8  10  11  13  15  19  22  24  25  26  28  30  33  36  37  38  40  41  42  43  46  47  48  49  50  56  57
  4   8   9  11  12  14  16  20  23  25  26  27  29  31  34  37  38  39  41  42  43  44  47  48  49  50  51  57  58
  5   9  10  12  13  15  17  21  24  26  27  28  30  32  35  38  39  40  42  43  44  45  48  49  50  51  52  58  59
  1   6  10  11  13  14  16  18  22  25  27  28  29  31  33  36  39  40  41  43  44  45  46  49  50  51  52  53  59
  1   2   7  11  12  14  15  17  19  23  26  28  29  30  32  34  37  40  41  42  44  45  46  47  50  51  52  53  54
  2   3   8  12  13  15  16  18  20  24  27  29  30  31  33  35  38  41  42  43  45  46  47  48  51  52  53  54  55
  3   4   9  13  14  16  17  19  21  25  28  30  31  32  34  36  39  42  43  44  46  47  48  49  52  53  54  55  56
  4   5  10  14  15  17  18  20  22  26  29  31  32  33  35  37  40  43  44  45  47  48  49  50  53  54  55  56  57
  5   6  11  15  16  18  19  21  23  27  30  32  33  34  36  38  41  44  45  46  48  49  50  51  54  55  56  57  58
  6   7  12  16  17  19  20  22  24  28  31  33  34  35  37  39  42  45  46  47  49  50  51  52  55  56  57  58  59
  1   7   8  13  17  18  20  21  23  25  29  32  34  35  36  38  40  43  46  47  48  50  51  52  53  56  57  58  59
  1   2   8   9  14  18  19  21  22  24  26  30  33  35  36  37  39  41  44  47  48  49  51  52  53  54  57  58  59
  1   2   3   9  10  15  19  20  22  23  25  27  31  34  36  37  38  40  42  45  48  49  50  52  53  54  55  58  59
  1   2   3   4  10  11  16  20  21  23  24  26  28  32  35  37  38  39  41  43  46  49  50  51  53  54  55  56  59
  1   2   3   4   5  11  12  17  21  22  24  25  27  29  33  36  38  39  40  42  44  47  50  51  52  54  55  56  57
  2   3   4   5   6  12  13  18  22  23  25  26  28  30  34  37  39  40  41  43  45  48  51  52  53  55  56  57  58
  3   4   5   6   7  13  14  19  23  24  26  27  29  31  35  38  40  41  42  44  46  49  52  53  54  56  57  58  59
  1   4   5   6   7   8  14  15  20  24  25  27  28  30  32  36  39  41  42  43  45  47  50  53  54  55  57  58  59
  1   2   5   6   7   8   9  15  16  21  25  26  28  29  31  33  37  40  42  43  44  46  48  51  54  55  56  58  59
  1   2   3   6   7   8   9  10  16  17  22  26  27  29  30  32  34  38  41  43  44  45  47  49  52  55  56  57  59
  1   2   3   4   7   8   9  10  11  17  18  23  27  28  30  31  33  35  39  42  44  45  46  48  50  53  56  57  58
  2   3   4   5   8   9  10  11  12  18  19  24  28  29  31  32  34  36  40  43  45  46  47  49  51  54  57  58  59
  1   3   4   5   6   9  10  11  12  13  19  20  25  29  30  32  33  35  37  41  44  46  47  48  50  52  55  58  59
  1   2   4   5   6   7  10  11  12  13  14  20  21  26  30  31  33  34  36  38  42  45  47  48  49  51  53  56  59
  1   2   3   5   6   7   8  11  12  13  14  15  21  22  27  31  32  34  35  37  39  43  46  48  49  50  52  54  57
  2   3   4   6   7   8   9  12  13  14  15  16  22  23  28  32  33  35  36  38  40  44  47  49  50  51  53  55  58
  3   4   5   7   8   9  10  13  14  15  16  17  23  24  29  33  34  36  37  39  41  45  48  50  51  52  54  56  59
  1   4   5   6   8   9  10  11  14  15  16  17  18  24  25  30  34  35  37  38  40  42  46  49  51  52  53  55  57
  2   5   6   7   9  10  11  12  15  16  17  18  19  25  26  31  35  36  38  39  41  43  47  50  52  53  54  56  58
  3   6   7   8  10  11  12  13  16  17  18  19  20  26  27  32  36  37  39  40  42  44  48  51  53  54  55  57  59
  1   4   7   8   9  11  12  13  14  17  18  19  20  21  27  28  33  37  38  40  41  43  45  49  52  54  55  56  58
  2   5   8   9  10  12  13  14  15  18  19  20  21  22  28  29  34  38  39  41  42  44  46  50  53  55  56  57  59
  1   3   6   9  10  11  13  14  15  16  19  20  21  22  23  29  30  35  39  40  42  43  45  47  51  54  56  57  58
  2   4   7  10  11  12  14  15  16  17  20  21  22  23  24  30  31  36  40  41  43  44  46  48  52  55  57  58  59
  1   3   5   8  11  12  13  15  16  17  18  21  22  23  24  25  31  32  37  41  42  44  45  47  49  53  56  58  59
  1   2   4   6   9  12  13  14  16  17  18  19  22  23  24  25  26  32  33  38  42  43  45  46  48  50  54  57  59
  1   2   3   5   7  10  13  14  15  17  18  19  20  23  24  25  26  27  33  34  39  43  44  46  47  49  51  55  58
  2   3   4   6   8  11  14  15  16  18  19  20  21  24  25  26  27  28  34  35  40  44  45  47  48  50  52  56  59
  1   3   4   5   7   9  12  15  16  17  19  20  21  22  25  26  27  28  29  35  36  41  45  46  48  49  51  53  57
```

- Lösung 2

```
  1   2   5   6   7   8  10  14  17  21  23  24  25  26  29  32  35  36  37  38  40  44  47  51  53  54  55  56  59
  1   2   3   6   7   8   9  11  15  18  22  24  25  26  27  31  33  36  37  38  39  41  45  48  52  54  55  56  57
  2   3   4   7   8   9  10  12  16  19  23  25  26  27  28  32  34  37  38  39  40  42  46  49  53  55  56  57  58
  3   4   5   8   9  10  11  13  17  20  24  26  27  28  29  33  35  38  39  40  41  43  47  50  54  56  57  58  59
  1   4   5   6   9  10  11  12  14  18  21  25  27  28  29  31  34  36  39  40  41  42  44  48  51  55  57  58  59
  1   2   5   6   7  10  11  12  13  15  19  22  26  28  29  31  32  35  37  40  41  42  43  45  49  52  56  58  59
  1   2   3   6   7   8  11  12  13  14  16  20  23  27  29  31  32  33  36  38  41  42  43  44  46  50  53  57  59
  1   2   3   4   7   8   9  12  13  14  15  17  21  24  28  31  32  33  34  37  39  42  43  44  45  47  51  54  58
  2   3   4   5   8   9  10  13  14  15  16  18  22  25  29  32  33  34  35  38  40  43  44  45  46  48  52  55  59
  1   3   4   5   6   9  10  11  14  15  16  17  19  23  26  31  33  34  35  36  39  41  44  45  46  47  49  53  56
  2   4   5   6   7  10  11  12  15  16  17  18  20  24  27  32  34  35  36  37  40  42  45  46  47  48  50  54  57
  3   5   6   7   8  11  12  13  16  17  18  19  21  25  28  33  35  36  37  38  41  43  46  47  48  49  51  55  58
  4   6   7   8   9  12  13  14  17  18  19  20  22  26  29  34  36  37  38  39  42  44  47  48  49  50  52  56  59
  1   5   7   8   9  10  13  14  15  18  19  20  21  23  27  31  35  37  38  39  40  43  45  48  49  50  51  53  57
  2   6   8   9  10  11  14  15  16  19  20  21  22  24  28  32  36  38  39  40  41  44  46  49  50  51  52  54  58
  3   7   9  10  11  12  15  16  17  20  21  22  23  25  29  33  37  39  40  41  42  45  47  50  51  52  53  55  59
  1   4   8  10  11  12  13  16  17  18  21  22  23  24  26  31  34  38  40  41  42  43  46  48  51  52  53  54  56
  2   5   9  11  12  13  14  17  18  19  22  23  24  25  27  32  35  39  41  42  43  44  47  49  52  53  54  55  57
  3   6  10  12  13  14  15  18  19  20  23  24  25  26  28  33  36  40  42  43  44  45  48  50  53  54  55  56  58
  4   7  11  13  14  15  16  19  20  21  24  25  26  27  29  34  37  41  43  44  45  46  49  51  54  55  56  57  59
  1   5   8  12  14  15  16  17  20  21  22  25  26  27  28  31  35  38  42  44  45  46  47  50  52  55  56  57  58
  2   6   9  13  15  16  17  18  21  22  23  26  27  28  29  32  36  39  43  45  46  47  48  51  53  56  57  58  59
  1   3   7  10  14  16  17  18  19  22  23  24  27  28  29  31  33  37  40  44  46  47  48  49  52  54  57  58  59
  1   2   4   8  11  15  17  18  19  20  23  24  25  28  29  31  32  34  38  41  45  47  48  49  50  53  55  58  59
  1   2   3   5   9  12  16  18  19  20  21  24  25  26  29  31  32  33  35  39  42  46  48  49  50  51  54  56  59
  1   2   3   4   6  10  13  17  19  20  21  22  25  26  27  31  32  33  34  36  40  43  47  49  50  51  52  55  57
  2   3   4   5   7  11  14  18  20  21  22  23  26  27  28  32  33  34  35  37  41  44  48  50  51  52  53  56  58
  3   4   5   6   8  12  15  19  21  22  23  24  27  28  29  33  34  35  36  38  42  45  49  51  52  53  54  57  59
  1   4   5   6   7   9  13  16  20  22  23  24  25  28  29  31  34  35  36  37  39  43  46  50  52  53  54  55  58
 31  32  33  34  35  36  37  38  39  40  41  42  43  44  45  46  47  48  49  50  51  52  53  54  55  56  57  58  59
  2   5   6   7   8  10  14  17  21  23  24  25  26  29  30  33  34  39  41  42  43  45  46  48  49  50  52  57  58
  1   3   6   7   8   9  11  15  18  22  24  25  26  27  30  34  35  40  42  43  44  46  47  49  50  51  53  58  59
  2   4   7   8   9  10  12  16  19  23  25  26  27  28  30  31  35  36  41  43  44  45  47  48  50  51  52  54  59
  3   5   8   9  10  11  13  17  20  24  26  27  28  29  30  31  32  36  37  42  44  45  46  48  49  51  52  53  55
  1   4   6   9  10  11  12  14  18  21  25  27  28  29  30  32  33  37  38  43  45  46  47  49  50  52  53  54  56
  1   2   5   7  10  11  12  13  15  19  22  26  28  29  30  33  34  38  39  44  46  47  48  50  51  53  54  55  57
  1   2   3   6   8  11  12  13  14  16  20  23  27  29  30  34  35  39  40  45  47  48  49  51  52  54  55  56  58
  1   2   3   4   7   9  12  13  14  15  17  21  24  28  30  35  36  40  41  46  48  49  50  52  53  55  56  57  59
  2   3   4   5   8  10  13  14  15  16  18  22  25  29  30  31  36  37  41  42  47  49  50  51  53  54  56  57  58
  1   3   4   5   6   9  11  14  15  16  17  19  23  26  30  32  37  38  42  43  48  50  51  52  54  55  57  58  59
  2   4   5   6   7  10  12  15  16  17  18  20  24  27  30  31  33  38  39  43  44  49  51  52  53  55  56  58  59
  3   5   6   7   8  11  13  16  17  18  19  21  25  28  30  31  32  34  39  40  44  45  50  52  53  54  56  57  59
  4   6   7   8   9  12  14  17  18  19  20  22  26  29  30  31  32  33  35  40  41  45  46  51  53  54  55  57  58
  1   5   7   8   9  10  13  15  18  19  20  21  23  27  30  32  33  34  36  41  42  46  47  52  54  55  56  58  59
  2   6   8   9  10  11  14  16  19  20  21  22  24  28  30  31  33  34  35  37  42  43  47  48  53  55  56  57  59
  3   7   9  10  11  12  15  17  20  21  22  23  25  29  30  31  32  34  35  36  38  43  44  48  49  54  56  57  58
  1   4   8  10  11  12  13  16  18  21  22  23  24  26  30  32  33  35  36  37  39  44  45  49  50  55  57  58  59
  2   5   9  11  12  13  14  17  19  22  23  24  25  27  30  31  33  34  36  37  38  40  45  46  50  51  56  58  59
  3   6  10  12  13  14  15  18  20  23  24  25  26  28  30  31  32  34  35  37  38  39  41  46  47  51  52  57  59
  4   7  11  13  14  15  16  19  21  24  25  26  27  29  30  31  32  33  35  36  38  39  40  42  47  48  52  53  58
  1   5   8  12  14  15  16  17  20  22  25  26  27  28  30  32  33  34  36  37  39  40  41  43  48  49  53  54  59
  2   6   9  13  15  16  17  18  21  23  26  27  28  29  30  31  33  34  35  37  38  40  41  42  44  49  50  54  55
  1   3   7  10  14  16  17  18  19  22  24  27  28  29  30  32  34  35  36  38  39  41  42  43  45  50  51  55  56
  1   2   4   8  11  15  17  18  19  20  23  25  28  29  30  33  35  36  37  39  40  42  43  44  46  51  52  56  57
  1   2   3   5   9  12  16  18  19  20  21  24  26  29  30  34  36  37  38  40  41  43  44  45  47  52  53  57  58
  1   2   3   4   6  10  13  17  19  20  21  22  25  27  30  35  37  38  39  41  42  44  45  46  48  53  54  58  59
  2   3   4   5   7  11  14  18  20  21  22  23  26  28  30  31  36  38  39  40  42  43  45  46  47  49  54  55  59
  3   4   5   6   8  12  15  19  21  22  23  24  27  29  30  31  32  37  39  40  41  43  44  46  47  48  50  55  56
  1   4   5   6   7   9  13  16  20  22  23  24  25  28  30  32  33  38  40  41  42  44  45  47  48  49  51  56  57
```

- Lösung 3

```
  1   4   8  12  15  16  19  20  21  23  25  26  27  30  31  34  36  37  38  39  40  42  49  50  52  53  54  56  57
  2   4   5   8   9  12  13  15  17  19  22  23  24  25  28  30  32  34  35  36  41  42  43  49  51  52  55  56  58
  3   4   5   6   8   9  10  12  13  14  15  18  19  21  24  27  29  30  33  34  35  38  39  40  43  44  49  54  59
  1   2   3   4  15  16  17  18  19  20  24  25  29  30  31  32  33  34  36  39  40  43  46  47  48  50  51  58  59
  2   3   5   8  12  17  18  23  27  30  32  33  35  36  38  39  41  42  44  45  47  48  50  51  53  54  56  57  59
  3   6   8   9  12  13  15  16  18  20  21  23  24  25  26  27  28  33  38  43  45  46  48  50  51  53  55  56  58
  7   8   9  10  12  13  14  15  17  20  22  23  24  28  29  30  31  36  37  38  40  42  44  46  47  50  51  53  59
  1   2   3   5   6   7   8  15  16  17  21  22  23  25  28  30  31  33  35  37  38  39  44  46  52  54  55  58  59
  2   3   6   7   9  12  15  17  18  19  20  21  22  24  25  27  29  32  37  42  45  47  49  50  52  54  55  57  59
  3   7  10  12  13  18  22  27  28  30  31  33  34  36  37  39  40  42  43  45  46  48  49  51  52  54  55  57  58
 11  12  13  14  15  16  20  21  25  26  27  28  29  30  32  35  36  39  41  42  43  44  46  47  54  55  57  58  59
  1   2   3   5   6   7   9  10  11  12  15  16  18  21  24  26  27  30  31  32  35  36  37  40  41  42  46  51  56
  2   3   6   7  10  11  13  15  17  20  21  22  23  26  28  30  32  33  34  39  40  41  43  47  49  50  53  54  56
  3   7  11  14  15  18  19  20  22  24  25  26  29  30  33  35  36  37  38  39  41  44  48  49  51  52  53  55  56
  1   2   3   4   6   7   8   9  11  12  13  14  20  25  30  35  40  46  47  48  49  51  52  53  54  56  57  58  59
  1   4   6   8  11  12  17  18  21  22  24  26  28  29  31  32  33  35  36  43  44  46  49  50  51  52  53  54  57
  2   4   5   7   8   9  13  16  18  20  21  22  26  29  31  32  33  38  39  40  42  44  47  49  51  55  56  57  58
  3   4   5   6   9  10  12  14  16  17  20  22  25  26  31  32  33  36  37  38  41  42  43  48  49  53  54  58  59
  1   2   3   4   9  14  21  22  23  24  26  27  28  29  34  35  37  38  39  41  42  46  47  48  49  50  51  54  58
  1   4   6   7   9  11  13  14  15  17  18  23  25  27  32  33  36  38  39  40  41  42  44  45  46  49  50  52  58
  1   3   6   8   9  11  12  13  16  17  19  22  26  29  30  32  34  35  37  39  40  42  44  45  48  50  53  55  58
  2   7   8   9  10  13  14  16  17  18  19  21  25  26  33  34  35  37  39  41  42  43  46  50  51  52  53  57  59
  1   2   5   6   7   8  13  19  20  24  26  27  28  29  32  33  34  36  38  40  41  42  46  48  52  53  54  55  59
  2   3   4   6   7   9  12  14  16  19  23  26  28  29  30  31  33  35  36  38  40  41  43  45  47  50  52  55  57
  1   2   4   6   8   9  11  14  15  18  20  22  27  28  31  33  34  35  36  37  39  42  43  45  47  53  55  56  59
  1   6  11  12  13  14  16  17  18  19  21  22  23  24  33  34  36  37  38  40  41  47  51  54  55  56  57  58  59
  1   3   5   6   9  10  11  12  19  20  23  25  28  29  32  33  34  37  38  39  42  43  44  46  47  51  52  56  57
  2   6   7   8  10  11  13  16  19  23  24  25  27  29  31  33  35  36  37  42  43  44  47  48  49  50  54  56  58
  3   4   7   9  11  14  16  17  19  21  23  24  27  28  31  32  39  40  42  43  44  48  51  52  53  54  55  56  59
  1   2   3   4   5   7   8  10  11  12  13  14  16  17  18  19  20  22  23  25  26  27  28  29  36  39  45  51  54
  1   4   7   8  10  12  15  19  20  21  22  23  26  27  32  33  35  37  40  41  43  44  45  47  48  51  52  58  59
  2   4   5   9  11  12  13  15  19  22  24  25  26  28  31  33  37  39  40  41  44  45  46  48  50  54  56  57  59
  3   4   5   6   8  10  13  14  15  19  21  29  31  32  36  37  39  41  45  46  47  50  51  52  53  54  55  56  58
  1   2   3   4  10  13  15  16  17  18  20  24  28  29  35  37  38  40  41  42  43  44  45  52  53  54  56  57  58
  2   3   5   8  11  12  14  17  18  20  23  26  27  29  31  34  37  40  41  43  44  46  49  50  52  55  56  58  59
  1   2   4   5   7  10  11  12  14  15  17  19  21  22  27  29  30  33  38  42  43  46  48  50  53  55  56  57  58
  1   7   8   9  10  12  14  15  16  17  20  23  24  29  31  32  33  34  35  39  41  45  46  48  49  54  55  56  57
  1   3   5   6   7   8  14  15  16  21  22  25  28  29  34  36  40  41  42  43  44  45  48  49  50  51  56  57  59
  1   3   4   5   8  10  11  13  14  15  16  18  23  24  26  28  30  32  33  37  42  47  48  49  50  52  55  57  59
  1   3   4   7  10  12  13  16  18  19  22  25  27  28  31  32  34  35  38  41  44  46  47  49  50  53  55  56  59
  2   5  11  12  13  14  15  16  17  21  25  27  28  29  31  32  33  34  35  37  38  40  45  47  48  49  51  52  53
  1   2   5   7   9  10  11  12  15  16  24  26  34  36  38  39  43  44  45  47  49  50  51  52  53  54  55  58  59
  2   3   4   6  10  11  13  15  17  19  20  21  23  26  31  34  35  36  38  42  44  45  46  48  49  51  55  57  59
  3   5   7   8  11  14  15  18  19  22  23  24  25  26  31  32  34  35  38  40  42  43  45  46  47  53  54  57  58
  5   6   9  10  15  16  17  18  19  22  23  26  27  28  29  35  36  39  40  46  47  48  49  52  53  56  57  58  59
  4   6   7   8  10  11  12  17  18  21  24  25  26  28  29  30  31  34  38  39  41  42  45  47  48  52  56  58  59
  4   5   7   9  11  13  16  18  20  21  22  23  29  30  32  34  35  36  37  38  43  45  46  48  50  52  54  56  59
  4   5   6  10  14  16  17  20  22  24  25  26  27  30  33  34  35  40  42  44  45  46  47  50  51  52  54  55  56
  1   2   3   9  10  13  14  21  22  23  24  25  26  27  29  30  31  32  33  34  36  44  45  52  53  56  57  58  59
  1   4   5   6   7   9  13  15  17  18  23  25  26  27  29  30  31  34  37  41  43  44  47  48  51  53  54  55  57
  2   4   5   6   7  10  12  14  18  20  21  23  24  25  28  32  34  35  36  37  39  40  44  48  50  53  55  57  58
  1   2   8   9  10  14  17  18  19  21  25  26  28  30  32  36  37  38  40  43  44  45  46  47  48  49  54  55  56
  1   5   6   7  13  14  17  19  20  24  26  27  28  30  31  32  35  37  38  39  43  45  49  50  51  56  57  58  59
  1   3   5   8   9  10  11  13  17  20  21  22  24  25  27  31  35  36  38  39  40  41  43  47  48  50  52  55  57
  2   6   8   9  10  11  14  15  16  18  19  20  22  27  28  30  31  32  34  38  41  44  48  50  51  52  54  57  58
  1   2   5   6  12  13  14  16  18  19  20  21  22  23  24  30  31  39  41  42  43  44  45  46  47  48  49  52  53
  1   5   9  10  11  18  19  20  21  23  25  28  29  30  31  33  35  40  41  42  45  49  50  51  53  54  55  58  59
  2   4   6   8  10  11  16  22  23  24  25  27  29  30  32  37  38  39  40  41  43  45  46  49  51  53  55  57  59
  3   4   5   7   8   9  11  16  17  19  20  21  24  27  28  30  33  34  36  37  41  44  45  46  47  49  53  57  58
```

- Lösung 4

```
  1   4   8  12  15  16  19  20  21  23  25  26  27  30  31  34  36  37  38  39  40  42  49  50  52  53  54  56  57
  2   4   5   8   9  12  13  15  17  19  22  23  24  25  28  30  32  34  35  36  41  42  43  49  51  52  55  56  58
  3   4   5   6   8   9  10  12  13  14  15  18  19  21  24  27  29  30  33  34  35  38  39  40  43  44  49  54  59
  1   2   3   4  15  16  17  18  19  20  24  25  29  30  31  32  33  34  36  39  40  43  46  47  48  50  51  58  59
  2   3   5   8  12  17  18  23  27  30  32  33  35  36  38  39  41  42  44  45  47  48  50  51  53  54  56  57  59
  3   6   8   9  12  13  15  16  18  20  21  23  24  25  26  27  28  33  38  43  45  46  48  50  51  53  55  56  58
  7   8   9  10  12  13  14  15  17  20  22  23  24  28  29  30  31  36  37  38  40  42  44  46  47  50  51  53  59
  1   2   3   5   6   7   8  15  16  17  21  22  23  25  28  30  31  33  35  37  38  39  44  46  52  54  55  58  59
  2   3   6   7   9  12  15  17  18  19  20  21  22  24  25  27  29  32  37  42  45  47  49  50  52  54  55  57  59
  3   7  10  12  13  18  22  27  28  30  31  33  34  36  37  39  40  42  43  45  46  48  49  51  52  54  55  57  58
 11  12  13  14  15  16  20  21  25  26  27  28  29  30  32  35  36  39  41  42  43  44  46  47  54  55  57  58  59
  1   2   3   5   6   7   9  10  11  12  15  16  18  21  24  26  27  30  31  32  35  36  37  40  41  42  46  51  56
  2   3   6   7  10  11  13  15  17  20  21  22  23  26  28  30  32  33  34  39  40  41  43  47  49  50  53  54  56
  3   7  11  14  15  18  19  20  22  24  25  26  29  30  33  35  36  37  38  39  41  44  48  49  51  52  53  55  56
  1   2   3   4   6   7   8   9  11  12  13  14  20  25  31  32  33  34  36  37  38  39  41  42  43  44  45  50  55
  1   4   6   8  11  12  17  18  21  22  24  26  28  29  30  34  37  38  39  40  41  42  45  47  48  55  56  58  59
  2   4   5   7   8   9  13  16  18  20  21  22  26  29  30  34  35  36  37  41  43  45  46  48  50  52  53  54  59
  3   4   5   6   9  10  12  14  16  17  20  22  25  26  30  34  35  39  40  44  45  46  47  50  51  52  55  56  57
  1   2   3   4   9  14  21  22  23  24  26  27  28  29  30  31  32  33  36  40  43  44  45  52  53  55  56  57  59
  1   4   6   7   9  11  13  14  15  17  18  23  25  27  30  31  34  35  37  43  47  48  51  53  54  55  56  57  59
  1   3   6   8   9  11  12  13  16  17  19  22  26  29  31  33  36  38  41  43  46  47  49  51  52  54  56  57  59
  2   7   8   9  10  13  14  16  17  18  19  21  25  26  30  31  32  36  38  40  44  45  47  48  49  54  55  56  58
  1   2   5   6   7   8  13  19  20  24  26  27  28  29  30  31  35  37  39  43  44  45  47  49  50  51  56  57  58
  2   3   4   6   7   9  12  14  16  19  23  26  28  29  32  34  37  39  42  44  46  48  49  51  53  54  56  58  59
  1   2   4   6   8   9  11  14  15  18  20  22  27  28  30  32  38  40  41  44  46  48  49  50  51  52  54  57  58
  1   6  11  12  13  14  16  17  18  19  21  22  23  24  30  31  32  35  39  42  43  44  45  46  48  49  50  52  53
  1   3   5   6   9  10  11  12  19  20  23  25  28  29  30  31  35  36  40  41  45  48  49  50  53  54  55  58  59
  2   6   7   8  10  11  13  16  19  23  24  25  27  29  30  32  34  38  39  40  41  45  46  51  52  53  55  57  59
  3   4   7   9  11  14  16  17  19  21  23  24  27  28  30  33  34  35  36  37  38  41  45  46  47  49  50  57  58
  1   2   3   4   5   7   8  10  11  12  13  14  15  21  24  36  39  46  47  48  49  50  52  53  55  56  57  58  59
  1   4   7   8  10  12  16  17  18  24  25  28  29  32  33  35  37  40  41  43  44  46  49  50  53  54  55  56  57
  2   4   5   9  11  12  13  16  17  18  20  21  23  27  29  31  33  37  39  40  41  44  47  49  51  52  53  55  58
  3   4   5   6   8  10  13  14  16  17  18  20  22  23  24  25  26  27  28  31  32  36  37  39  41  48  49  57  59
  1   2   3   4  10  13  19  21  22  23  25  26  27  35  37  38  40  41  42  43  44  46  47  48  49  50  51  55  59
  2   3   5   8  11  12  14  15  16  19  21  22  24  25  28  31  34  37  40  41  43  44  45  47  48  51  53  54  57
  1   2   4   5   7  10  11  12  14  16  18  20  23  24  25  26  28  30  33  38  42  43  45  47  49  51  52  54  59
  1   7   8   9  10  12  14  18  19  21  22  25  26  27  28  31  32  33  34  35  39  41  47  50  51  52  53  58  59
  1   3   5   6   7   8  14  17  18  19  20  23  24  26  27  34  36  40  41  42  43  44  46  47  52  53  54  55  58
  1   3   4   5   8  10  11  13  14  17  19  20  21  22  25  27  29  30  32  33  37  42  45  46  51  53  54  56  58
  1   3   4   7  10  12  13  15  17  20  21  23  24  26  29  31  32  34  35  38  41  44  45  48  51  52  54  57  58
  2   5  11  12  13  14  18  19  20  22  23  24  26  31  32  33  34  35  37  38  40  46  50  54  55  56  57  58  59
  1   2   5   7   9  10  11  12  17  18  19  20  21  22  23  25  27  28  29  34  36  38  39  43  44  46  48  56  57
  2   3   4   6  10  11  13  16  18  22  24  25  27  28  29  31  34  35  36  38  42  44  47  50  52  53  54  56  58
  3   5   7   8  11  14  16  17  20  21  27  28  29  31  32  34  35  38  40  42  43  48  49  50  51  52  55  56  59
  5   6   9  10  20  21  24  25  30  31  32  33  34  37  38  41  42  43  44  46  47  48  49  52  53  56  57  58  59
  4   6   7   8  10  11  12  15  16  19  20  22  23  27  32  33  35  36  37  40  43  44  45  47  48  52  56  58  59
  4   5   7   9  11  13  15  17  19  24  25  26  27  28  31  33  39  40  41  42  44  45  46  48  50  52  54  56  59
  4   5   6  10  14  15  18  19  21  23  28  29  31  32  36  37  38  39  41  43  45  46  47  50  51  52  54  55  56
  1   2   3   9  10  13  14  15  16  17  18  19  20  28  35  37  38  39  40  41  42  43  45  52  53  56  57  58  59
  1   4   5   6   7   9  13  16  19  20  21  22  24  28  32  33  35  36  38  39  40  42  47  48  51  53  54  55  57
  2   4   5   6   7  10  12  14  15  16  17  19  22  26  27  29  30  31  33  38  41  42  43  48  50  53  55  57  58
  1   2   8   9  10  14  15  16  20  22  23  24  27  29  31  33  34  35  39  41  42  45  46  47  48  49  54  55  56
  1   5   6   7  13  14  15  16  18  21  22  23  25  29  33  34  36  40  41  42  44  45  49  50  51  56  57  58  59
  1   3   5   8   9  10  11  13  15  16  18  19  23  26  28  29  30  32  33  34  37  42  44  47  48  50  52  55  57
  2   6   8   9  10  11  14  17  21  23  24  25  26  29  33  35  36  37  39  40  42  43  48  50  51  52  54  57  58
  1   2   5   6  12  13  14  15  17  25  26  27  28  29  32  33  34  35  36  37  38  40  45  46  47  48  49  52  53
  1   5   9  10  11  15  16  17  22  24  26  27  32  34  36  37  38  39  43  44  45  49  50  51  53  54  55  58  59
  2   4   6   8  10  11  15  17  18  19  20  21  26  28  31  33  34  35  36  42  44  45  46  49  51  53  55  57  59
  3   4   5   7   8   9  11  15  18  22  23  25  26  29  31  32  35  38  39  40  42  43  45  46  47  49  53  57  58
```

## Inzidenzmatrix
Dies ist eine Darstellung der Inzidenzmatrix dieses Blockplans; zum Verständnis dieser Matrix siehe diese Veranschaulichung
- Lösung 1

```
. O . O O O . O . O . . O . . O O O . O O O O . . O O O O O . . . . . O O . . . . O . . . O O . O O . O . O . . . O .
. . O . O O O . O . O . . O . . O O O . O O O O . . O O O O O . . . . . O O . . . . O . . . O O . O O . O . O . . . O
O . . O . O O O . O . O . . O . . O O O . O O O O . . O O O O O . . . . . O O . . . . O . . . O O . O O . O . O . . .
. O . . O . O O O . O . O . . O . . O O O . O O O O . . O O O O O . . . . . O O . . . . O . . . O O . O O . O . O . .
. . O . . O . O O O . O . O . . O . . O O O . O O O O . . O O O O O . . . . . O O . . . . O . . . O O . O O . O . O .
. . . O . . O . O O O . O . O . . O . . O O O . O O O O . . O O O O O . . . . . O O . . . . O . . . O O . O O . O . O
O . . . O . . O . O O O . O . O . . O . . O O O . O O O O . . O O O O O . . . . . O O . . . . O . . . O O . O O . O .
. O . . . O . . O . O O O . O . O . . O . . O O O . O O O O . . O O O O O . . . . . O O . . . . O . . . O O . O O . O
O . O . . . O . . O . O O O . O . O . . O . . O O O . O O O O . . O O O O O . . . . . O O . . . . O . . . O O . O O .
. O . O . . . O . . O . O O O . O . O . . O . . O O O . O O O O . . O O O O O . . . . . O O . . . . O . . . O O . O O
O . O . O . . . O . . O . O O O . O . O . . O . . O O O . O O O O . . O O O O O . . . . . O O . . . . O . . . O O . O
O O . O . O . . . O . . O . O O O . O . O . . O . . O O O . O O O O . . O O O O O . . . . . O O . . . . O . . . O O .
. O O . O . O . . . O . . O . O O O . O . O . . O . . O O O . O O O O . . O O O O O . . . . . O O . . . . O . . . O O
O . O O . O . O . . . O . . O . O O O . O . O . . O . . O O O . O O O O . . O O O O O . . . . . O O . . . . O . . . O
O O . O O . O . O . . . O . . O . O O O . O . O . . O . . O O O . O O O O . . O O O O O . . . . . O O . . . . O . . .
. O O . O O . O . O . . . O . . O . O O O . O . O . . O . . O O O . O O O O . . O O O O O . . . . . O O . . . . O . .
. . O O . O O . O . O . . . O . . O . O O O . O . O . . O . . O O O . O O O O . . O O O O O . . . . . O O . . . . O .
. . . O O . O O . O . O . . . O . . O . O O O . O . O . . O . . O O O . O O O O . . O O O O O . . . . . O O . . . . O
O . . . O O . O O . O . O . . . O . . O . O O O . O . O . . O . . O O O . O O O O . . O O O O O . . . . . O O . . . .
. O . . . O O . O O . O . O . . . O . . O . O O O . O . O . . O . . O O O . O O O O . . O O O O O . . . . . O O . . .
. . O . . . O O . O O . O . O . . . O . . O . O O O . O . O . . O . . O O O . O O O O . . O O O O O . . . . . O O . .
. . . O . . . O O . O O . O . O . . . O . . O . O O O . O . O . . O . . O O O . O O O O . . O O O O O . . . . . O O .
. . . . O . . . O O . O O . O . O . . . O . . O . O O O . O . O . . O . . O O O . O O O O . . O O O O O . . . . . O O
O . . . . O . . . O O . O O . O . O . . . O . . O . O O O . O . O . . O . . O O O . O O O O . . O O O O O . . . . . O
O O . . . . O . . . O O . O O . O . O . . . O . . O . O O O . O . O . . O . . O O O . O O O O . . O O O O O . . . . .
. O O . . . . O . . . O O . O O . O . O . . . O . . O . O O O . O . O . . O . . O O O . O O O O . . O O O O O . . . .
. . O O . . . . O . . . O O . O O . O . O . . . O . . O . O O O . O . O . . O . . O O O . O O O O . . O O O O O . . .
. . . O O . . . . O . . . O O . O O . O . O . . . O . . O . O O O . O . O . . O . . O O O . O O O O . . O O O O O . .
. . . . O O . . . . O . . . O O . O O . O . O . . . O . . O . O O O . O . O . . O . . O O O . O O O O . . O O O O O .
. . . . . O O . . . . O . . . O O . O O . O . O . . . O . . O . O O O . O . O . . O . . O O O . O O O O . . O O O O O
O . . . . . O O . . . . O . . . O O . O O . O . O . . . O . . O . O O O . O . O . . O . . O O O . O O O O . . O O O O
O O . . . . . O O . . . . O . . . O O . O O . O . O . . . O . . O . O O O . O . O . . O . . O O O . O O O O . . O O O
O O O . . . . . O O . . . . O . . . O O . O O . O . O . . . O . . O . O O O . O . O . . O . . O O O . O O O O . . O O
O O O O . . . . . O O . . . . O . . . O O . O O . O . O . . . O . . O . O O O . O . O . . O . . O O O . O O O O . . O
O O O O O . . . . . O O . . . . O . . . O O . O O . O . O . . . O . . O . O O O . O . O . . O . . O O O . O O O O . .
. O O O O O . . . . . O O . . . . O . . . O O . O O . O . O . . . O . . O . O O O . O . O . . O . . O O O . O O O O .
. . O O O O O . . . . . O O . . . . O . . . O O . O O . O . O . . . O . . O . O O O . O . O . . O . . O O O . O O O O
O . . O O O O O . . . . . O O . . . . O . . . O O . O O . O . O . . . O . . O . O O O . O . O . . O . . O O O . O O O
O O . . O O O O O . . . . . O O . . . . O . . . O O . O O . O . O . . . O . . O . O O O . O . O . . O . . O O O . O O
O O O . . O O O O O . . . . . O O . . . . O . . . O O . O O . O . O . . . O . . O . O O O . O . O . . O . . O O O . O
O O O O . . O O O O O . . . . . O O . . . . O . . . O O . O O . O . O . . . O . . O . O O O . O . O . . O . . O O O .
. O O O O . . O O O O O . . . . . O O . . . . O . . . O O . O O . O . O . . . O . . O . O O O . O . O . . O . . O O O
O . O O O O . . O O O O O . . . . . O O . . . . O . . . O O . O O . O . O . . . O . . O . O O O . O . O . . O . . O O
O O . O O O O . . O O O O O . . . . . O O . . . . O . . . O O . O O . O . O . . . O . . O . O O O . O . O . . O . . O
O O O . O O O O . . O O O O O . . . . . O O . . . . O . . . O O . O O . O . O . . . O . . O . O O O . O . O . . O . .
. O O O . O O O O . . O O O O O . . . . . O O . . . . O . . . O O . O O . O . O . . . O . . O . O O O . O . O . . O .
. . O O O . O O O O . . O O O O O . . . . . O O . . . . O . . . O O . O O . O . O . . . O . . O . O O O . O . O . . O
O . . O O O . O O O O . . O O O O O . . . . . O O . . . . O . . . O O . O O . O . O . . . O . . O . O O O . O . O . .
. O . . O O O . O O O O . . O O O O O . . . . . O O . . . . O . . . O O . O O . O . O . . . O . . O . O O O . O . O .
. . O . . O O O . O O O O . . O O O O O . . . . . O O . . . . O . . . O O . O O . O . O . . . O . . O . O O O . O . O
O . . O . . O O O . O O O O . . O O O O O . . . . . O O . . . . O . . . O O . O O . O . O . . . O . . O . O O O . O .
. O . . O . . O O O . O O O O . . O O O O O . . . . . O O . . . . O . . . O O . O O . O . O . . . O . . O . O O O . O
O . O . . O . . O O O . O O O O . . O O O O O . . . . . O O . . . . O . . . O O . O O . O . O . . . O . . O . O O O .
. O . O . . O . . O O O . O O O O . . O O O O O . . . . . O O . . . . O . . . O O . O O . O . O . . . O . . O . O O O
O . O . O . . O . . O O O . O O O O . . O O O O O . . . . . O O . . . . O . . . O O . O O . O . O . . . O . . O . O O
O O . O . O . . O . . O O O . O O O O . . O O O O O . . . . . O O . . . . O . . . O O . O O . O . O . . . O . . O . O
O O O . O . O . . O . . O O O . O O O O . . O O O O O . . . . . O O . . . . O . . . O O . O O . O . O . . . O . . O .
. O O O . O . O . . O . . O O O . O O O O . . O O O O O . . . . . O O . . . . O . . . O O . O O . O . O . . . O . . O
O . O O O . O . O . . O . . O O O . O O O O . . O O O O O . . . . . O O . . . . O . . . O O . O O . O . O . . . O . .
```

- Lösung 2

```
O O . . O O O O . O . . . O . . O . . . O . O O O O . . O . . O . . O O O O . O . . . O . . O . . . O . O O O O . . O
O O O . . O O O O . O . . . O . . O . . . O . O O O O . . . O . O . . O O O O . O . . . O . . O . . . O . O O O O . .
. O O O . . O O O O . O . . . O . . O . . . O . O O O O . . . O . O . . O O O O . O . . . O . . O . . . O . O O O O .
. . O O O . . O O O O . O . . . O . . O . . . O . O O O O . . . O . O . . O O O O . O . . . O . . O . . . O . O O O O
O . . O O O . . O O O O . O . . . O . . O . . . O . O O O . O . . O . O . . O O O O . O . . . O . . O . . . O . O O O
O O . . O O O . . O O O O . O . . . O . . O . . . O . O O . O O . . O . O . . O O O O . O . . . O . . O . . . O . O O
O O O . . O O O . . O O O O . O . . . O . . O . . . O . O . O O O . . O . O . . O O O O . O . . . O . . O . . . O . O
O O O O . . O O O . . O O O O . O . . . O . . O . . . O . . O O O O . . O . O . . O O O O . O . . . O . . O . . . O .
. O O O O . . O O O . . O O O O . O . . . O . . O . . . O . . O O O O . . O . O . . O O O O . O . . . O . . O . . . O
O . O O O O . . O O O . . O O O O . O . . . O . . O . . . . O . O O O O . . O . O . . O O O O . O . . . O . . O . . .
. O . O O O O . . O O O . . O O O O . O . . . O . . O . . . . O . O O O O . . O . O . . O O O O . O . . . O . . O . .
. . O . O O O O . . O O O . . O O O O . O . . . O . . O . . . . O . O O O O . . O . O . . O O O O . O . . . O . . O .
. . . O . O O O O . . O O O . . O O O O . O . . . O . . O . . . . O . O O O O . . O . O . . O O O O . O . . . O . . O
O . . . O . O O O O . . O O O . . O O O O . O . . . O . . . O . . . O . O O O O . . O . O . . O O O O . O . . . O . .
. O . . . O . O O O O . . O O O . . O O O O . O . . . O . . . O . . . O . O O O O . . O . O . . O O O O . O . . . O .
. . O . . . O . O O O O . . O O O . . O O O O . O . . . O . . . O . . . O . O O O O . . O . O . . O O O O . O . . . O
O . . O . . . O . O O O O . . O O O . . O O O O . O . . . . O . . O . . . O . O O O O . . O . O . . O O O O . O . . .
. O . . O . . . O . O O O O . . O O O . . O O O O . O . . . . O . . O . . . O . O O O O . . O . O . . O O O O . O . .
. . O . . O . . . O . O O O O . . O O O . . O O O O . O . . . . O . . O . . . O . O O O O . . O . O . . O O O O . O .
. . . O . . O . . . O . O O O O . . O O O . . O O O O . O . . . . O . . O . . . O . O O O O . . O . O . . O O O O . O
O . . . O . . O . . . O . O O O O . . O O O . . O O O O . . O . . . O . . O . . . O . O O O O . . O . O . . O O O O .
. O . . . O . . O . . . O . O O O O . . O O O . . O O O O . . O . . . O . . O . . . O . O O O O . . O . O . . O O O O
O . O . . . O . . O . . . O . O O O O . . O O O . . O O O . O . O . . . O . . O . . . O . O O O O . . O . O . . O O O
O O . O . . . O . . O . . . O . O O O O . . O O O . . O O . O O . O . . . O . . O . . . O . O O O O . . O . O . . O O
O O O . O . . . O . . O . . . O . O O O O . . O O O . . O . O O O . O . . . O . . O . . . O . O O O O . . O . O . . O
O O O O . O . . . O . . O . . . O . O O O O . . O O O . . . O O O O . O . . . O . . O . . . O . O O O O . . O . O . .
. O O O O . O . . . O . . O . . . O . O O O O . . O O O . . . O O O O . O . . . O . . O . . . O . O O O O . . O . O .
. . O O O O . O . . . O . . O . . . O . O O O O . . O O O . . . O O O O . O . . . O . . O . . . O . O O O O . . O . O
O . . O O O O . O . . . O . . O . . . O . O O O O . . O O . O . . O O O O . O . . . O . . O . . . O . O O O O . . O .
. . . . . . . . . . . . . . . . . . . . . . . . . . . . . . O O O O O O O O O O O O O O O O O O O O O O O O O O O O O
. O . . O O O O . O . . . O . . O . . . O . O O O O . . O O . . O O . . . . O . O O O . O O . O O O . O . . . . O O .
O . O . . O O O O . O . . . O . . O . . . O . O O O O . . O . . . O O . . . . O . O O O . O O . O O O . O . . . . O O
. O . O . . O O O O . O . . . O . . O . . . O . O O O O . O O . . . O O . . . . O . O O O . O O . O O O . O . . . . O
. . O . O . . O O O O . O . . . O . . O . . . O . O O O O O O O . . . O O . . . . O . O O O . O O . O O O . O . . . .
O . . O . O . . O O O O . O . . . O . . O . . . O . O O O O . O O . . . O O . . . . O . O O O . O O . O O O . O . . .
O O . . O . O . . O O O O . O . . . O . . O . . . O . O O O . . O O . . . O O . . . . O . O O O . O O . O O O . O . .
O O O . . O . O . . O O O O . O . . . O . . O . . . O . O O . . . O O . . . O O . . . . O . O O O . O O . O O O . O .
O O O O . . O . O . . O O O O . O . . . O . . O . . . O . O . . . . O O . . . O O . . . . O . O O O . O O . O O O . O
. O O O O . . O . O . . O O O O . O . . . O . . O . . . O O O . . . . O O . . . O O . . . . O . O O O . O O . O O O .
O . O O O O . . O . O . . O O O O . O . . . O . . O . . . O . O . . . . O O . . . O O . . . . O . O O O . O O . O O O
. O . O O O O . . O . O . . O O O O . O . . . O . . O . . O O . O . . . . O O . . . O O . . . . O . O O O . O O . O O
. . O . O O O O . . O . O . . O O O O . O . . . O . . O . O O O . O . . . . O O . . . O O . . . . O . O O O . O O . O
. . . O . O O O O . . O . O . . O O O O . O . . . O . . O O O O O . O . . . . O O . . . O O . . . . O . O O O . O O .
O . . . O . O O O O . . O . O . . O O O O . O . . . O . . O . O O O . O . . . . O O . . . O O . . . . O . O O O . O O
. O . . . O . O O O O . . O . O . . O O O O . O . . . O . O O . O O O . O . . . . O O . . . O O . . . . O . O O O . O
. . O . . . O . O O O O . . O . O . . O O O O . O . . . O O O O . O O O . O . . . . O O . . . O O . . . . O . O O O .
O . . O . . . O . O O O O . . O . O . . O O O O . O . . . O . O O . O O O . O . . . . O O . . . O O . . . . O . O O O
. O . . O . . . O . O O O O . . O . O . . O O O O . O . . O O . O O . O O O . O . . . . O O . . . O O . . . . O . O O
. . O . . O . . . O . O O O O . . O . O . . O O O O . O . O O O . O O . O O O . O . . . . O O . . . O O . . . . O . O
. . . O . . O . . . O . O O O O . . O . O . . O O O O . O O O O O . O O . O O O . O . . . . O O . . . O O . . . . O .
O . . . O . . O . . . O . O O O O . . O . O . . O O O O . O . O O O . O O . O O O . O . . . . O O . . . O O . . . . O
. O . . . O . . O . . . O . O O O O . . O . O . . O O O O O O . O O O . O O . O O O . O . . . . O O . . . O O . . . .
O . O . . . O . . O . . . O . O O O O . . O . O . . O O O O . O . O O O . O O . O O O . O . . . . O O . . . O O . . .
O O . O . . . O . . O . . . O . O O O O . . O . O . . O O O . . O . O O O . O O . O O O . O . . . . O O . . . O O . .
O O O . O . . . O . . O . . . O . O O O O . . O . O . . O O . . . O . O O O . O O . O O O . O . . . . O O . . . O O .
O O O O . O . . . O . . O . . . O . O O O O . . O . O . . O . . . . O . O O O . O O . O O O . O . . . . O O . . . O O
. O O O O . O . . . O . . O . . . O . O O O O . . O . O . O O . . . . O . O O O . O O . O O O . O . . . . O O . . . O
. . O O O O . O . . . O . . O . . . O . O O O O . . O . O O O O . . . . O . O O O . O O . O O O . O . . . . O O . . .
O . . O O O O . O . . . O . . O . . . O . O O O O . . O . O . O O . . . . O . O O O . O O . O O O . O . . . . O O . .
```

- Lösung 3

```
O . . O . . . O . . . O . . O O . . O O O . O . O O O . . O O . . O . O O O O O . O . . . . . . O O . O O O . O O . .
. O . O O . . O O . . O O . O . O . O . . O O O O . . O . O . O . O O O . . . . O O O . . . . . O . O O . . O O . O .
. . O O O O . O O O . O O O O . . O O . O . . O . . O . O O . . O O O . . O O O . . O O . . . . O . . . . O . . . . O
O O O O . . . . . . . . . . O O O O O O . . . O O . . . O O O O O O . O . . O O . . O . . O O O . O O . . . . . . O O
. O O . O . . O . . . O . . . . O O . . . . O . . . O . . O . O O . O O . O O . O O . O O . O O . O O . O O . O O . O
. . O . . O . O O . . O O . O O . O . O O . O O O O O O . . . . O . . . . O . . . . O . O O . O . O O . O . O O . O .
. . . . . . O O O O . O O O O . O . . O . O O O . . . O O O O . . . . O O O . O . O . O . O O . . O O . O . . . . . O
O O O . O O O O . . . . . . O O O . . . O O O . O . . O . O O . O . O . O O O . . . . O . O . . . . . O . O O . . O O
. O O . . O O . O . . O . . O . O O O O O O . O O . O . O . . O . . . . O . . . . O . . O . O . O O . O . O O . O . O
. . O . . . O . . O . O O . . . . O . . . O . . . . O O . O O . O O . O O . O O . O O . O O . O O . O O . O O . O O .
. . . . . . . . . . O O O O O O . . . O O . . . O O O O O O . O . . O O . . O . O O O O . O O . . . . . . O O . O O O
O O O . O O O . O O O O . . O O . O . . O . . O . O O . . O O O . . O O O . . O O O . . . O . . . . O . . . . O . . .
. O O . . O O . . O O . O . O . O . . O O O O . . O . O . O . O O O . . . . O O O . O . . . O . O O . . O O . O . . .
. . O . . . O . . . O . . O O . . O O O . O . O O O . . O O . . O . O O O O O . O . . O . . . O O . O O O . O O . . .
O O O O . O O O O . O O O O . . . . . O . . . . O . . . . O . . . . O . . . . O . . . . . O O O O . O O O O . O O O O
O . . O . O . O . . O O . . . . O O . . O O . O . O . O O . O O O . O O . . . . . . O O . O . . O O O O O O . . O . .
. O . O O . O O O . . . O . . O . O . O O O . . . O . . O . O O O . . . . O O O . O . O . . O . O . O . . . O O O O .
. . O O O O . . O O . O . O . O O . . O . O . . O O . . . . O O O . . O O O . . O O O . . . . O O . . . O O . . . O O
O O O O . . . . O . . . . O . . . . . . O O O O . O O O O . . . . O O . O O O . O O . . . O O O O O O . . O . . . O .
O . . O . O O . O . O . O O O . O O . . . . O . O . O . . . . O O . . O . O O O O O . O O O . . O O . O . . . . . O .
O . O . . O . O O . O O O . . O O . O . . O . . . O . . O O . O . O O . O . O O . O . O O . . O . O . . O . O . . O .
. O . . . . O O O O . . O O . O O O O . O . . . O O . . . . . . O O O . O . O . O O O . . O . . . O O O O . . . O . O
O O . . O O O O . . . . O . . . . . O O . . . O . O O O O . . O O O . O . O . O O O . . . O . O . . . O O O O . . . O
. O O O . O O . O . . O . O . O . . O . . . O . . O . O O O O . O . O O . O . O O . O . O . O . . O . O . . O . O . .
O O . O . O . O O . O . . O O . . O . O . O . . . . O O . . O . O O O O O . O . . O O . O . O . . . . . O . O O . . O
O . . . . O . . . . O O O O . O O O O . O O O O . . . . . . . . O O . O O O . O O . . . . . O . . . O . . O O O O O O
O . O . O O . . O O O O . . . . . . O O . . O . O . . O O . . O O O . . O O O . . O O O . O O . . . O O . . . O O . .
. O . . . O O O . O O . O . . O . . O . . . O O O . O . O . O . O . O O O . . . . O O O . . O O O O . . . O . O . O .
. . O O . . O . O . O . . O . O O . O . O . O O . . O O . . O O . . . . . . O O . O O O . . . O . . O O O O O O . . O
O O O O O . O O . O O O O O . O O O O O . O O . O O O O O . . . . . . O . . O . . . . . O . . . . . O . . O . . . . .
O . . O . . O O . O . O . . O . . . O O O O O . . O O . . . . O O . O . O . . O O . O O O . O O . . O O . . . . . O O
. O . O O . . . O . O O O . O . . . O . . O . O O O . O . . O . O . . . O . O O O . . O O O . O . O . . . O . O O . O
. . O O O O . O . O . . O O O . . . O . O . . . . . . . O . O O . . . O O . O . O . . . O O O . . O O O O O O O . O .
O O O O . . . . . O . . O . O O O O . O . . . O . . . O O . . . . . O . O O . O O O O O O . . . . . . O O O . O O O .
. O O . O . . O . . O O . O . . O O . O . . O . . O O . O . O . . O . . O . . O O . O O . O . . O O . O . . O O . O O
O O . O O . O . . O O O . O O . O . O . O O . . . . O . O O . . O . . . . O . . . O O . . O . O . O . . O . O O O O .
O . . . . . O O O O . O . O O O O . . O . . O O . . . . O . O O O O O . . . O . O . . . O O . O O . . . . O O O O . .
O . O . O O O O . . . . . O O O . . . . O O . . O . . O O . . . . O . O . . . O O O O O O . . O O O O . . . . O O . O
O . O O O . . O . O O . O O O O . O . . . . O O . O . O . O . O O . . . O . . . . O . . . . O O O O . O . . O . O . O
O . O O . . O . . O . O O . . O . O O . . O . . O . O O . . O O . O O . . O . . O . . O . O O . O O . . O . O O . . O
. O . . O . . . . . O O O O O O O . . . O . . . O . O O O . O O O O O . O O . O . . . . O . O O O . O O O . . . . . .
O O . . O . O . O O O O . . O O . . . . . . . O . O . . . . . . . O . O . O O . . . O O O . O . O O O O O O O . . O O
. O O O . O . . . O O . O . O . O . O O O . O . . O . . . . O . . O O O . O . . . O . O O O . O O . O . . . O . O . O
. . O . O . O O . . O . . O O . . O O . . O O O O O . . . . O O . O O . . O . O . O O . O O O . . . . . O O . . O O .
. . . . O O . . O O . . . . O O O O O . . O O . . O O O O . . . . . O O . . O O . . . . . O O O O . . O O . . O O O O
. . . O . O O O . O O O . . . . O O . . O . . O O O . O O O O . . O . . . O O . O O . . O . O O . . . O . . . O . O O
. . . O O . O . O . O . O . . O . O . O O O O . . . . . O O . O . O O O O O . . . . O . O O . O . O . O . O . O . . O
. . . O O O . . . O . . . O . O O . . O . O . O O O O . . O . . O O O . . . . O . O . O O O O . . O O O . O O O . . .
O O O . . . . . O O . . O O . . . . . . O O O O O O O . O O O O O O . O . . . . . . . O O . . . . . . O O . . O O O O
O . . O O O O . O . . . O . O . O O . . . . O . O O O . O O O . . O . . O . . . O . O O . . O O . . O . O O O . O . .
. O . O O O O . . O . O . O . . . O . O O . O O O . . O . . . O . O O O O . O O . . . O . . . O . O . . O . O . O O .
O O . . . . . O O O . . . O . . O O O . O . . . O O . O . O . O . . . O O O . O . . O O O O O O O . . . . O O O . . .
O . . . O O O . . . . . O O . . O . O O . . . O . O O O . O O O . . O . O O O . . . O . O . . . O O O . . . . O O O O
O . O . O . . O O O O . O . . . O . . O O O . O O . O . . . O . . . O O . O O O O . O . . . O O . O . O . . O . O . .
. O . . . O . O O O O . . O O O . O O O . O . . . . O O . O O O . O . . . O . . O . . O . . . O . O O O . O . . O O .
O O . . O O . . . . . O O O . O . O O O O O O O . . . . . O O . . . . . . . O . O O O O O O O O O . . O O . . . . . .
O . . . O . . . O O O . . . . . . O O O O . O . O . . O O O O . O . O . . . . O O O . . O . . . O O O . O O O . . O O
. O . O . O . O . O O . . . . O . . . . . O O O O . O . O O . O . . . . O O O O O . O . O O . . O . O . O . O . O . O
. . O O O . O O O . O . . . . O O . O O O . . O . . O O . O . . O O . O O . . . O . . O O O O . O . . . O . . . O O .
```

- Lösung 4

```
O . . O . . . O . . . O . . O O . . O O O . O . O O O . . O O . . O . O O O O O . O . . . . . . O O . O O O . O O . .
. O . O O . . O O . . O O . O . O . O . . O O O O . . O . O . O . O O O . . . . O O O . . . . . O . O O . . O O . O .
. . O O O O . O O O . O O O O . . O O . O . . O . . O . O O . . O O O . . O O O . . O O . . . . O . . . . O . . . . O
O O O O . . . . . . . . . . O O O O O O . . . O O . . . O O O O O O . O . . O O . . O . . O O O . O O . . . . . . O O
. O O . O . . O . . . O . . . . O O . . . . O . . . O . . O . O O . O O . O O . O O . O O . O O . O O . O O . O O . O
. . O . . O . O O . . O O . O O . O . O O . O O O O O O . . . . O . . . . O . . . . O . O O . O . O O . O . O O . O .
. . . . . . O O O O . O O O O . O . . O . O O O . . . O O O O . . . . O O O . O . O . O . O O . . O O . O . . . . . O
O O O . O O O O . . . . . . O O O . . . O O O . O . . O . O O . O . O . O O O . . . . O . O . . . . . O . O O . . O O
. O O . . O O . O . . O . . O . O O O O O O . O O . O . O . . O . . . . O . . . . O . . O . O . O O . O . O O . O . O
. . O . . . O . . O . O O . . . . O . . . O . . . . O O . O O . O O . O O . O O . O O . O O . O O . O O . O O . O O .
. . . . . . . . . . O O O O O O . . . O O . . . O O O O O O . O . . O O . . O . O O O O . O O . . . . . . O O . O O O
O O O . O O O . O O O O . . O O . O . . O . . O . O O . . O O O . . O O O . . O O O . . . O . . . . O . . . . O . . .
. O O . . O O . . O O . O . O . O . . O O O O . . O . O . O . O O O . . . . O O O . O . . . O . O O . . O O . O . . .
. . O . . . O . . . O . . O O . . O O O . O . O O O . . O O . . O . O O O O O . O . . O . . . O O . O O O . O O . . .
O O O O . O O O O . O O O O . . . . . O . . . . O . . . . . O O O O . O O O O . O O O O O . . . . O . . . . O . . . .
O . . O . O . O . . O O . . . . O O . . O O . O . O . O O O . . . O . . O O O O O O . . O . O O . . . . . . O O . O O
. O . O O . O O O . . . O . . O . O . O O O . . . O . . O O . . . O O O O . . . O . O . O O . O . O . O O O . . . . O
. . O O O O . . O O . O . O . O O . . O . O . . O O . . . O . . . O O . . . O O . . . O O O O . . O O O . . O O O . .
O O O O . . . . O . . . . O . . . . . . O O O O . O O O O O O O O . . O . . . O . . O O O . . . . . . O O . O O O . O
O . . O . O O . O . O . O O O . O O . . . . O . O . O . . O O . . O O . O . . . . . O . . . O O . . O . O O O O O . O
O . O . . O . O O . O O O . . O O . O . . O . . . O . . O . O . O . . O . O . . O . O . . O O . O . O O . O . O O . O
. O . . . . O O O O . . O O . O O O O . O . . . O O . . . O O O . . . O . O . O . . . O O . O O O . . . . O O O . O .
O O . . O O O O . . . . O . . . . . O O . . . O . O O O O O O . . . O . O . O . . . O O O . O . O O O . . . . O O O .
. O O O . O O . O . . O . O . O . . O . . . O . . O . O O . . O . O . . O . O . . O . O . O . O O . O . O O . O . O O
O O . O . O . O O . O . . O O . . O . O . O . . . . O O . O . O . . . . . O . O O . . O . O . O O O O O . O . . O O .
O . . . . O . . . . O O O O . O O O O . O O O O . . . . . O O O . . O . . . O . . O O O O O . O O O . O O . . . . . .
O . O . O O . . O O O O . . . . . . O O . . O . O . . O O O O . . . O O . . . O O . . . O . . O O O . . O O O . . O O
. O . . . O O O . O O . O . . O . . O . . . O O O . O . O O . O . O . . . O O O O . . . O O . . . . O O O . O . O . O
. . O O . . O . O . O . . O . O O . O . O . O O . . O O . O . . O O O O O O . . O . . . O O O . O O . . . . . . O O .
O O O O O . O O . O O O O O O . . . . . O . . O . . . . . . . . . . . O . . O . . . . . . O O O O O . O O . O O O O O
O . . O . . O O . O . O . . . O O O . . . . . O O . . O O . . O O . O . O . . O O . O O . O . . O O . . O O O O O . .
. O . O O . . . O . O O O . . O O O . O O . O . . . O . O . O . O . . . O . O O O . . O . . O . O . O O O . O . . O .
. . O O O O . O . O . . O O . O O O . O . O O O O O O O . . O O . . . O O . O . O . . . . . . O O . . . . . . . O . O
O O O O . . . . . O . . O . . . . . O . O O O . O O O . . . . . . . O . O O . O O O O O . O O O O O O . . . O . . . O
. O O . O . . O . . O O . O O O . . O . O O . O O . . O . . O . . O . . O . . O O . O O O . O O . . O . O O . . O . .
O O . O O . O . . O O O . O . O . O . O . . O O O O . O . O . . O . . . . O . . . O O . O . O . O . O O . O . . . . O
O . . . . . O O O O . O . O . . . O O . O O . . O O O O . . O O O O O . . . O . O . . . . . O . . O O O O . . . . O O
O . O . O O O O . . . . . O . . O O O O . . O O . O O . . . . . . O . O . . . O O O O O . O O . . . . O O O O . . O .
O . O O O . . O . O O . O O . . O . O O O O . . O . O . O O . O O . . . O . . . . O . . O O . . . . O . O O . O . O .
O . O O . . O . . O . O O . O . O . . O O . O O . O . . O . O O . O O . . O . . O . . O O . . O . . O O . O . . O O .
. O . . O . . . . . O O O O . . . O O O . O O O . O . . . . O O O O O . O O . O . . . . . O . . . O . . . O O O O O O
O O . . O . O . O O O O . . . . O O O O O O O . O . O O O . . . . O . O . O O . . . O O . O . O . . . . . . . O O . .
. O O O . O . . . O O . O . . O . O . . . O . O O . O O O . O . . O O O . O . . . O . O . . O . . O . O O O . O . O .
. . O . O . O O . . O . . O . O O . . O O . . . . . O O O . O O . O O . . O . O . O O . . . . O O O O O . . O O . . O
. . . . O O . . O O . . . . . . . . . O O . . O O . . . . O O O O O . . O O . . O O O O . O O O O . . O O . . O O O O
. . . O . O O O . O O O . . O O . . O O . O O . . . O . . . . O O . O O O . . O . . O O O . O O . . . O . . . O . O O
. . . O O . O . O . O . O . O . O . O . . . . O O O O O . . O . O . . . . . O O O O . O O O . O . O . O . O . O . . O
. . . O O O . . . O . . . O O . . O O . O . O . . . . O O . O O . . . O O O O . O . O . O O O . . O O O . O O O . . .
O O O . . . . . O O . . O O O O O O O O . . . . . . . O . . . . . . O . O O O O O O O . O . . . . . . O O . . O O O O
O . . O O O O . O . . . O . . O . . O O O O . O . . . O . . . O O . O O . O O O . O . . . . O O . . O . O O O . O . .
. O . O O O O . . O . O . O O O O . O . . O . . . O O . O O O . O . . . . O . . O O O . . . . O . O . . O . O . O O .
O O . . . . . O O O . . . O O O . . . O . O O O . . O . O . O . O O O . . . O . O O . . O O O O O . . . . O O O . . .
O . . . O O O . . . . . O O O O . O . . O O O . O . . . O . . . O O . O . . . O O O . O O . . . O O O . . . . O O O O
O . O . O . . O O O O . O . O O . O O . . . O . . O . O O O . O O O . . O . . . . O . O . . O O . O . O . . O . O . .
. O . . . O . O O O O . . O . . O . . . O . O O O O . . O . . . O . O O O . O O . O O . . . . O . O O O . O . . O O .
O O . . O O . . . . . O O O O . O . . . . . . . O O O O O . . O O O O O O O . O . . . . O O O O O . . O O . . . . . .
O . . . O . . . O O O . . . O O O . . . . O . O . O O . . . . O . O . O O O O . . . O O O . . . O O O . O O O . . O O
. O . O . O . O . O O . . . O . O O O O O . . . . O . O . . O . O O O O . . . . . O . O O O . . O . O . O . O . O . O
. . O O O . O O O . O . . . O . . O . . . O O . O O . . O . O O . . O . . O O O . O O . O O O . O . . . O . . . O O .
```

## Zyklische Darstellung
Es existiert eine zyklische Darstellung (Singer-Zyklus) für Lösung 1 dieses Blockplans, sie ist isomorph zur obigen Liste der Blöcke. Ausgehend von dem dargestellten Block erhält man die restlichen Blöcke des Blockplans durch zyklische Permutation der in ihm enthaltenen Punkte.
- Lösung 1

```
  2   4   5   6   8  10  13  16  17  18  20  21  22  23  26  27  28  29  30  36  37  42  46  47  49  50  52  54  58
```

## Oval
Ein Oval des Blockplans ist eine Menge seiner Punkte, von welcher keine drei auf einem Block liegen. Hier sind Beispiele von Ovalen maximaler Ordnung dieses Blockplans (in jeder Zeile ist ein Oval durch die Menge seiner Punkte dargestellt):
- Lösung 1

```
  1   2
```

- Lösung 2

```
  1  30  31
```

- Lösung 3 (sämtliche Ovale)

```
  5  15  20
 10  15  25 
 15  30  45 
 15  35  50  
 15  40  55 
```

- Lösung 4 (sämtliche Ovale)

```
  5  15  20
 10  15  25   
 15  30  45   
 15  35  50   
 15  40  55
```